# Vlag van Berwickshire
De vlag van Berwickshire is de vlag van het Schotse graafschap Berwickshire. De vlag werd op 14 november 2023 geregistreerd bij het Flag Institute.

## Geschiedenis
Op 5 februari 2023 kondigde de Berwickshire Civic Society aan een wedstrijd te organiseren om een vlag voor het graafschap te maken. De wedstrijd werd in mei van dat jaar aangekondigd en tussen 1 juni en 14 augustus 2023 werden 203 inzendingen ontvangen. Een beoordelingscommissie, bestaande uit vertegenwoordigers van de gemeenschap, de Lord Lieutenancy en lokale scholen, evenals het Flag Institute en de Lyon Court, koos een definitieve set van vijf ontwerpen die in september 2023 ter stemming werden voorgelegd aan het publiek. De winnaar werd op 13 november bekendgemaakt.

## Ontwerp
De vlag bestaat uit twee horizontale banen, blauw boven groen, die herinneren aan de kust, de rivieren en het land van Berwickshire. Op het blauwe baan staat een zalm die staat voor het belang van de zee- en grofvisserij voor het graafschap en voor het zeereservaat van Berwickshire. Op het groene baan staat een gerstkolf die staat voor de plaatselijke landbouw en mogelijk ook voor de oorsprong van de naam Berwickshire. Tussen de banen stelt een ketting de Union Chain Bridge voor die de rivier de Tweed overspant tussen Berwickshire en Northumberland.